# 三氟甲磺酸甲酯
三氟甲磺酸甲酯、三氟甲基磺酸甲酯（MeOTf），化学式为CF3SO2-OCH3，是很强的甲基化试剂。它所发生的甲基化反应要比碘甲烷和硫酸二甲酯快约104倍，只亚于氟甲烷-五氟化锑的混合溶液。
三氟甲磺酸甲酯可由等物质的量的三氟甲磺酸与硫酸二甲酯在全玻璃容器中反应，并用K2CO3干燥，再次蒸馏制得。它与氟磺酸甲酯都有很强的毒性。